# Last Resort (film, 1996)
Pour les articles homonymes, voir Last Resort.
 (novembre 2014).
Si vous disposez d'ouvrages ou d'articles de référence ou si vous connaissez des sites web de qualité traitant du thème abordé ici, merci de compléter l'article en donnant les références utiles à sa vérifiabilité et en les liant à la section « Notes et références ».
Pour plus de détails, voir Fiche technique et Distribution.
Last Resort est un film dramatique américain réalisé par Lyman Dayton, sorti en 1996.

## Synopsis
Angoissés par des parents névrosés, opprimés par une société devenue méfiante envers les utilisateurs de drogues et les voleurs, neuf jeunes hommes et femmes ont une ultime chance de sauver leur vie. Certains y parviennent, d'autres non.

## Fiche technique
- Titre : Last Resort
- Réalisateur : Lyman Dayton
- Photographie : T.C. Christensen
- Pays de production :  États-Unis
- Genre : Film dramatique, Film d'aventure, Film d'action
- Durée : 130 minutes
- Dates de sortie :
  - Norvège : 20 octobre 1996  (Festival international du film norvégien de Haugesund)
  - États-Unis : 17 décembre 1996

## Distribution
- Dave Buzzotta  : Joey Chambers
- Stephanie Dicker : Chelsea Banks
- Justin Walker : Webber Smythe
- Harvey Silver : Jamal 'Spider'
- Scott Caan : Strut
- Seidy Lopez : Rita
- Charlie Talbert : Mitchell
- Blake Soper : Benji
- Morgan Nagler : Minnie
- Dean Stockwell : Grey Wolf
- Richard Clarke : Luke Chambers
- Joyce Cohen : Diane Banks
- Ivan Crosland : Arthur Smythe
- Maria Carr : La mère de Rita
- Richard Riehle : Phil Billingsley
- Scott Ditty : Frank